# Pieni Sapsojärvi
Pieni Sapsojärvi är en vik i Finland. Den ligger i Sotkamo i landskapet Kajanaland, i den centrala delen av landet, 500 km norr om huvudstaden Helsingfors.